# 米里夫卡 (扎波羅熱區)
47°46′38″N 35°52′56″E / 47.77722°N 35.88222°E
米里夫卡（烏克蘭語：Мирівка）是位於烏克蘭東南部的村莊，由扎波羅熱州扎波羅熱区的泰爾努瓦泰市鎮負責管轄。該村始建於1943年，面積0.004平方公里，海拔高度138米，2001年人口46，人口密度每平方公里11,500人。